# Kanahalli, Belur
Kanahalli là một làng thuộc tehsil Belur, huyện Hassan, bang Karnataka, Ấn Độ.